# Clémence Chéreau
Pour les articles homonymes, voir Chéreau.
Clémence Chéreau, née le 7 octobre 2005, est une coureuse cycliste française. Elle pratique principalement la piste, mais est aussi active sur route, où elle signe son premier contrat professionnel pour la saison 2025.

## Biographie
Clémence Chéreau est originaire de Troo, dans le département du Loir-et-Cher.
Début août 2024, elle obtient un contrat de stagiaire pour la fin de saison au sein de l'équipe Saint-Michel-Mavic-Auber93.
Elle décroche alors un contrat de deux ans au sein de la formation séquano-dionysienne.

## Palmarès sur piste

### Championnats du monde
| Édition / Épreuve       | Poursuite par équipes                     | Omnium |
| Tel Aviv 2022 (juniors) | Or (avec Pernollet, Gaugain et Lallemant) |        |
| Cali 2023 (juniors)     | Or (avec Tabu, Dupin et Mahieu)           | Argent |

### Championnats d'Europe
| Édition / Épreuve     | Poursuite par équipes | Omnium | Elimination |
| Anadia 2023 (juniors) |                       | Bronze |             |
| Anadia 2023 (espoirs) | Argent                |        |             |
| Heusden-Zolder 2025   | 4e                    |        | 7e          |
| Anadia 2025 (espoirs) |                       | Bronze |             |

### Championnats nationaux
- 2023
  -  Championne de France de poursuite par équipes (avec Aurore Pernollet, Léane Tabu, Jade Labastugue et Violette Demay)
- 2024
  - 2e de la poursuite par équipes
  - 3e de la course aux points
- 2025
  -  Championne de France de poursuite par équipes avec Aurore Pernollet, Léonie Mahieu, Ilona Rouat et Marie Le Net
  - 2e de l'américaine

## Palmarès sur route

### Par années
- 2023
  -  Championne de France de relais mixte juniors

### Classements mondiaux
| Année                                 | 2024  |
| ------------------------------------- | ----- |
| Classement UCI                        | 1027e |
|                                       |       |
| Légende : nc = non classéSource : UCI |       |